# 亞特·卡尼
亞特·卡尼（英語：Arthur William Matthew "Art" Carney，1918年11月4日—2003年11月9日）是一個美國演員，演出電影，舞台劇，電視劇。他贏得第47屆奧斯卡最佳男主角獎。

## 演出
- 《老人與貓》（Harry and Tonto）